# Chang Chunfeng
Chang Chunfeng, född 4 maj 1988, är en friidrottare från Kina. Hon deltog vid olympiska sommarspelen 2008.